# Merida, a bátor
A Merida, a bátor (eredeti cím: Brave) 2012-ben bemutatott amerikai 3D-s számítógépes-animációs film, a Pixar Animation Studios és Walt Disney Pictures forgalmazásában. Az animációs filmet Mark Andrews és Brenda Chapman rendezte, társrendezője Steve Purcell. A film a Pixar 13. saját készítésű animációs filmje, és az első, amely tündérmese-elemekből építkezik, illetve, ami a középkorban játszódik (és az első, amelyben lány a főhős).
Ahhoz, hogy a legösszetettebb látvány elérhető legyen, a Pixar, 25 éve először, teljesen megújította az animációs rendszert. Ez az első film, aminél használja a Dolby Atmos hangformátumot. A film óriási sikernek örvendett a kritikusok és a nézőközönség körében, 2013-ban, egy Oscar-díjat, egy Golden Globe-díjat, és egy BAFTA-díjat is nyert, mindet a "Legjobb Animációs Film" kategóriában.
A film szlogenje, és egyben szállóigévé vált mondata: Ha megváltoztathatnád a sorsodat, megtennéd?

## Cselekmény
|  | Alább a cselekmény részletei következnek! |

Merida hercegnő a hatalmas skót felföldeken él, Dunbroch királyságában, a királyi család elsőszülött gyermekeként. Nap mint nap különböző illemtanórákban részesül anyja, Elinor királyné jóvoltából, hogy megtanulja, hogyan viselkedik és cselekszik egy igazi hercegnő, aki egy nap méltó utódként foglalhatja el a trónt. Merida azonban jobban szeret szabadon barangolni a felföld varázslatos tájain, ahol gyakorolhatja az íjászat művészetét, vagy kardpárbajt vívni apjával, a hős Fergus királlyal, aki a legtöbbször arról mesél, hogyan veszítette el a bal lábát egy óriási, démonikus medve, Mor'duval való csatározás során. Amikor egy nap Elinor bejelenti, hogy három klán érkezik a szomszédos királyságokból, hogy az elsőszülöttjeik közül az egyik elnyerje a hercegnő kezét, Merida nem törődik bele, hogy akarata ellenére házasságba kényszerítsék. Elinor megpróbálja jobb belátásra téríteni a lányát, ám ezen szándéka nem jár eredménnyel, még akkor sem, mikor elmesél egy történet egy ősi királyságról, mely uralkodójának legidősebb fia háborúba és pusztulásba taszította a birodalmat azáltal, hogy a saját önző érdekei szerint cselekedett.
Megérkeznek a klánok, Macintosh, MacGuffin és Dingwall, kiknek elsőszülött fiainak a Felföldi Játékokon kell megmérkőzniük a hercegnő kezéért íjászatban, mivel Merida ezt a fegyvernemet választotta. Miután csaknem minden kérő kudarcot vall, Merida bejelenti, hogy a Dunbroch klán elsőszülöttjeként a saját kezéért akar versengeni, s mindhárom kérőt megszégyenítve hibázás nélkül lövi be a nyilat a céltáblába. Elinor felháborodik a lánya viselkedésén, s szörnyű vitába kerülnek egymással, mely során Merida elszakítja a királyi család fali szőttesét, Elinor pedig tűzre veti a lánya íját. A megbántott Merida sírva fakad és elrohan a kastélyból.
Merida szomorúan lóhátra pattan, és elvágtat az erdőbe, ahol lidércfényekkel találkozik. Ezek elvezetik őt egy erdei kunyhóhoz, amiben egy idős boszorkány él, aki fafaragóként tevékenykedik. Merida fizetség jegyében alkut ajánl neki: minden faragványát megveszi, cserébe egy varázslatért, amely megváltoztatná az anyját. A boszorkány elfogadja az ajánlatot és készít Meridának egy mágikus süteményt. Merida habozás nélkül odaadja az anyjának, aki azonban már az első harapás után rosszul lesz, és végül átváltozik egy nagy fekete medvévé. Három kisöccse segítségével Meridának és Elinornak sikerül észrevétlenül kiszöknie a várból, majd segítség reményében visszasietnek a boszorkány kunyhójához, ami azonban akkora már teljesen üres. Csupán egy üzenetet találnak ott, amit a banya hagyott hátra Meridának: a varázslat a második napfelkelte után véglegessé válik, annak megtöréséhez pedig egy rejtvény megfejtése szükséges: „szője a szeretetet szavakba”.
Másnap Elinor Merida segítségével próbál boldogulni újdonsült bőrében. Megtanulja például, hogyan  kell a mancsaival halat fogni. Anya és lánya nagyon jól érzik magukat a délelőtt folyamán, ám Elinor időnként elveszti az öntudatát és úgy viselkedik, mint egy igazi medve. Rövidesen újra találkoznak a lidércfényekkel, amik elvezetik őket egy régi vár romjaihoz, ahol egykor az a királyság állt, melyről a legendák szólnak. Merida rájön, hogy a korábban az anyjától hallott legenda valóban igaz és megtörtént; a legidősebb herceg nem más, mint Mor'du, a medveszörny, aki szintén járt a boszorkánynál, így változott át medvévé és mindörökre az is maradt. Ezen felismerés alapján Merida rájön, mit kell tennie, hogy az anyja visszaváltozzon emberré: össze kell varrnia a fali szőttest, amit korábban kettészakított.
Visszatérve a palotába, Meridának a szavaival és anyja titkos közreműködésével sikerül kibékítenie a hadban álló klánokat, és kijelenti, hogy a fiatalok számára lehetővé kell tenni, hogy szabad akaratuk szerint házasodjanak, amivel végső soron mindenki egyetért. Ezek után Merida megpróbálja elrejteni Elinort, aki ekkor, ismét elvesztve emberi tudatát, medve módon garázdálkodni kezd a várban. Mikor Fergus rátalál a medvére, értelemszerűen rátámad, ám Elinor medveként súlyosan megsebesíti a férjét, s mikor erre ráeszmél, kétségbeesetten elmenekül. Fergus hajtóvadászatot indít a medve megölésére, mit sem tudván arról, ki ő. Merida időközeben összeölti a fali szőttest, és medvebocsokká változott kisöcséivel (akik szintén ettek a süteményből) a hajtók nyomába ered. Az erdő közepén éri őket utol, s az utolsó pillanatban sikerül megállítania az apját, mielőtt végezne a foglyul ejtett Elinorral. Az események hevében Mor'du is felbukkan, és arra készül, hogy megölje Meridát, de Elinor felülkerekedik a fenevadon, és sikerül őt egy sziklához löknie, amely rázuhan és végez vele. A halott medvetestből felemelkedik a herceg szelleme, aki immáron lidércfényként folytatja tovább életét.
Napfelkeltekor Merida ráteríti Elinorra a megjavított fali szőttest, ám nem történik semmi. Attól félve, hogy örökre elvesztette az édesanyját, Merida könnyek között bocsánatot kér tőle, és őszintén elmondja, mennyire szereti (ezzel valójában beteljesíti a boszorkány rejtvényének igazi lényegét). Elinor visszanyeri emberi alakját, csak úgy, mint Merida kisöccsei. A család hatalmas boldogságban egyesül.
A királyi család elbúcsúztatja a nagy klánokat, akik hajóúton mind hazatérnek saját földjükre, Merida és Elinor pedig közös lovaglásra indulnak a királyságban, hogy megünnepeljék megerősödött kapcsolatukat.
|  | Itt a vége a cselekmény részletezésének! |

## Szereplők
- Merida: A szenvedélyes és lobbanékony hercegkisasszony, lázadó tinédzser, akinek lelke éppen olyan zabolátlan, mint hosszú vörös fürtjei. Merida mesteri íjász, ám tehetségét ritkán bontakoztathatja ki, mivel hercegnőként az uralkodói hagyományok és elvárások szerint kell cselekednie. Arról álmodik, hogy a saját kezébe veheti a sorsát. Meggondolatlan cselekedete azonban szörnyű következményeket vonz maga után, s hogy hibáját helyrehozza, fel kell magában fedeznie az igazi bátorság lényegét.
- Elinor királyné: A királyság diplomatikus uralkodójaként Elinor királyné egyaránt a vállán hordozza a saját családja és a birodalom sorsát. Számára nagyon fontos a báj és az elegancia, és ugyanezt igyekszik átadni Meridának is. Bár a világnézete gyakran ellenkezik a lányáéval, végtelenül szereti őt, s idővel alkalma lesz új szemszögből megismerni a dolgokat, mely során ő is tanul egyet, s mást.
- Fergus király: Az ösztönös Fergus király vakmerő és rettenthetetlen harcos, aki tökéletes ellenpontja a kiegyensúlyozott Elinornak. Mivel sokkal inkább a harcmezőn jeleskedik és nem a szavak embere, így lelki gondokban nem igazán tud segítséget nyújtani a tinédzser Meridának. Ha a családjáról van szó, Fergus mindenre képes, hogy megvédje őket, akár az élete árán is. Ám túlságosan is elvakult a földön túli dolgokban, ami később egy vészes cselekedett meglépésére készteti.
- Lord Dingwall: A Dingwall klán vezetője, morcos és hirtelen haragú, különösön ha apró termetéről van szó, amelyet olykor egy sámlira állással kompenzál. Általában szívesen oldja meg a gondjait ökölpárbajjal, és nem riad vissza egy kisebb perpatvartól sem. Igyekszik mindig jó pozícióban feltüntetni magát, ha kell, nagyotmondással is.
- Lord Macintosh: Klánjának szívós, ingerült, és különc vezetője mindig tettre kész. Testét különböző harci festések borítják, kócos haja, és mindig kidüllesztett mellkasa pedig jelzi, hogy nem mindennapi vezető. Magabiztosként hiszi, hogy csakis az ő fia nyerheti el a hercegnő kezét, ám rövidesen új vetélytársakra akad, és akkor kimutatja a foga fehérjét.
- Lord MacGuffin: A MacGuffin klán tagbaszakadt vezére csupa izom és méltóság, ám a többi úrhoz hasonlóan ő sem ódzkodik egy kis jóféle bunyótól és velőtrázó kacajtól.
- Banya: Az erdő mélyén egy kis kunyhóban élő öreg boszorkány, aki varázslásokban és fából különböző dísztárgyak faragásában is egyaránt járatos. Feledékenysége, hóbortossága és megmagyarázhatatlan medvemániája azonban sok gondot okoz annak, aki varázsügyekben kéri a segítségét.
- Varjú: A boszorkány beszélő és éneklő képességekkel is megáldott fekete varja.
- Maudie, a szolgáló: A királyi palota nem túl erős idegzetű szolgálólánya, akit legtöbbször a kis hercegek különböző csínyjei hoznak ki a sodrából. Ilyenkor általában mindig összeroppanva elájul.
- Mor'du: Egy hatalmas, félszemű, vérengző medvefenevad, aki az erdő sűrűjében garázdálkodik. Egykor egy ifjú herceg volt, aki elhatározta, hogy saját maga akarja uralni apja királyságát, és egy boszorkánytól emberfeletti erőt kért. Ám végül medvévé változott, s mind testileg és lelkileg azzá is vált. Egyszer megküzdött Fergus királlyal is, melynek során megfosztotta őt a bal lábától. Mor'du a történet fő antagonistájaként szolgál, sorsa valószínűleg összekapcsolódik a Meridáéval, ezért üldözi a királyi családot, mivel tudat alatt tisztában van azzal, hogy csak a hercegnő által nyerheti el bolyongó lelkének örök nyugalmát.
- Harris, Hubert, és Hamish: Merida azonos külsejű hármasiker kisöccsei, akik mindig újabb és újabb csintalankodáson törik a fejüket, kiváltképp ha édességről van szó, melyben nem ismernek határt. Ezen tulajdonságuk miatt később nem várt, mulatságos kalamajkába kerülnek.
- Angus: Merida hű hátaslova, aki mindig kész követni gazdáját a legveszélyesebb kalandokba is.

## Szereposztás
| Szereplő           | Eredeti hang    | Magyar hang        |
| ------------------ | --------------- | ------------------ |
| Merida             | Kelly Macdonald | Lamboni Anna       |
| Elinor királyné    | Emma Thompson   | Menszátor Magdolna |
| Fergus király      | Billy Connolly  | Papp János         |
| Lord Dingwall      | Robbie Coltrane | Harsányi Gábor     |
| Lord Macintosh     | Craig Ferguson  | Hirtling István    |
| Lord MacGuffin     | Kevin McKidd    | Gesztesi Károly    |
| Ifjú MacGuffin     | Kevin McKidd    | Takátsy Péter      |
| Banya              | Julie Walters   | Halász Aranka      |
| Varjú              | Steve Purcell   | Kassai Károly      |
| Maudie, a szolgáló | Sally Kinghorn  | Zsurzs Kati        |
| Fiatal Merida      | Peigi Barker    | Koller Virág       |

## Filmzene

### Betétdalok
| Magyar                | Magyar | Angol             | Angol                |
| Dal                   | Előadó | Dal               | Előadó               |
| --------------------- | ------ | ----------------- | -------------------- |
| A hűvös szél szárnyán | Lola   | Touch The Sky     | Julie Fowlis         |
| A szívünk égig száll  | Lola   | Into the Open Air | Julie Fowlis         |
| A lelkem száll        | Lola   | Learn Me Right    | Birdy Mumford & Sons |

### Zene
A film valamennyi zenéjét Patrick Doyle szerezte. Hogy a zenében eredeti skót hangzást érjenek el, Doyle hagyományos hangszereket használt fel, mint a duda, a szóló hegedű, a hárfa, fuvola, és a bodhrant.
"Alkalmaztam számos klasszikus skót táncritmusokat, mint például az orsót, befogót, és élénk skót páros táncot, amely nem csak filmbeli cselekvésekre szolgál, de megtartja a zene autentikusságát" mondta Doyle. Továbbá Doyle még egy boralt is írt Fergus királyhoz, melyhez elutazott Skóciába is, hogy utánakutasson a zeneműfajnak. Azt is megerősítette, miszerint a dalt kíséret nélküli kelta nyelven, zsoltárként énekelték el a felvételeken.
Doyle zenéivel ellentétben, a filmben három eredeti dal hallható még: A "Touch the Sky" (melynek a zenéjét Alex Mandel, dalszövegét pedig Mark Andrews szerezte), és az "Into the Open Air" (zenjét és szövegét szintén Mandel szerezte) Julie Fowlis-sal együtt, aki a filmben Merida énekhangját szolgáltatja. Mumford & Sons kibővítették a dallistát, még egy szám, a "Learn Me Right"-al, ami azonban csak a film CD lemez változatán jelent meg.

## Produkció
A filmet 2008 áprilisában jelentették be először a A medve és az íj címmel, ami a Pixar első tündérmeséje lett volna. Brenda Chapman kezdetben úgy vélte, a történet hagyományos lett volna Hans Christian Andersen és a Grimm testvérek meséivel. Az alaptörténetet egyébként Chapman-nek a saját lányával való kapcsolata inspirálta. Ez alapján alkotta meg az eredeti terveket, és ő maga került a rendezői székbe is, így a Pixar történetében ő lett volna az első női rendező.
2010 októberében a munkálatokhoz Mark Andrews is csatlakozott társrendezőként, miután Chapmen és John Lasseter között kreatív nézetkülönbségek merültek fel.  
Chapman később úgy nyilatkozott, hogy ez a fordulat elég lesújtó volt számára, annak ellenére, hogy az ötleteit még így is felhasználták a filmhez. "Eléggé bántott, hogy  átdolgozták az eredeti elképzelésemet. Úgy vélem, nem volt rá semmi szükség, hogy ezek a "kreatív újítások" belekerüljenek, ezek nélkül is egy remek film lett volna.   Mindenesetre nagyon büszke vagyok a végeredményre, örülök, hogy kiálltam magamért és hittem a film megvalósulásában."
Merida az első női főszereplő a Pixar-filmek történetében. A hangját kezdetben Reese Witherspoon szolgáltatta volna, akinek azonban más filmes elfoglaltságai miatt csökkent a film ütem szerinti elkészítése, így végül otthagyta a szerepet. A színésznő 2017-ben egy interjú során elmesélte, hogy ennek egyik fő oka volt az is, hogy nehezére esett elsajátítania a skót akcentust. Helyette a szerepet a skót származású színésznő, Kelly Macdonald vállalta el, aki korábban a Boardwalk Empire című tévésorozatban játszott főszerepet, Margaret Schroeder-t formálta meg.
Az alkotók a filmet, a Pixar társalapítójának és vezérigazgatójának Steve Jobs emlékére ajánlják fel, aki 2011-ben meghalt.

## Fogadtatás
A Merida, a bátor egyöntetűen pozitív értékelést kapott a kritikusoktól. A film összesen 78%-ot tudhat magáénak a Rotten Tomatoes oldalán, 213 vélemény felülvizsgálása után végül 6,9/10 átlagos értékelést kapott. Az oldal kritikai konszenzusa így nyilatkozott: „A Merida, a bátor a fiatal közönség számára biztosít remek kikapcsolódást, egyaránt a tündérmese-rajongóknak és a kaland-fantasy filmek kedvelőinek, melyben váratlan fordulatok és mély mondanivaló van”.

## Díjak és jelölések
- 2013 – Oscar-díj – „Legjobb Animációs Film” – Mark Andrews, Brenda Chapman
- 2013 – Golden Globe-díj – „Legjobb Animációs Film” – Mark Andrews, Brenda Chapman
- 2013 – BAFTA-díj – „Legjobb Animációs Film” – Mark Andrews, Brenda Chapman
- 2013 – Grammy-díj jelölés – „Legjobb Eredeti Dal” – Mumford & Sons („Learn Me Right”)
- 2013 – Kids' Choice Awards jelölés – Legjobb Animációs Film” – Mark Andrews, Brenda Chapman
- 2013 – Satellite Award jelölés – „Legjobb Animációs Film” – Mark Andrews, Brenda Chapman
- 2013 – Satellite Award jelölés – „Legjobb Eredeti Dal” – Mumford & Sons („Learn Me Right”)
- 2013 – Szaturnusz-díj jelölés – „Legjobb Animációs Film” – Mark Andrews, Brenda Chapman
- 2013 – Visual Effects Society Awards – „Legjobb Animáció” – Mark Andrews, Brenda Chapman, Steve May, Katherine Sarafian, Bill Wise
- 2013 – Visual Effects Society Awards – „Legjobb Karakteranimáció (Merida)” – Travis Hathaway, Olivier Soares, Peter Sumanaseni, Brian Tindall
- 2013 – Visual Effects Society Awards – „Legjobb Látványanimáció” – Tim Best, Steve Pilcher, Inigo Quilez, Andy Whittock
- 2013 – Annie Awards jelölés – „Legjobb Animációs Film” – Mark Andrews, Brenda Chapman
- 2013 – Annie Awards jelölés – „Legjobb Forgatókönyv” – Brenda Chapman, Irene Mecchi, Mark Andrews and Steve Purcell
- 2013 – Annie Awards jelölés – „Legjobb Hang Animációs Filmben” – Kelly MacDonald
- 2013 – Annie Awards jelölés – „Legjobb Filmzene” – Patrick Doyle, Mark Andrews, Alex Mandel

## Más megjelenések
Merida 2013-tól hivatalosan is a Disney Princesses franchise részéve vált, ezzel ő az első hercegnő, aki nem a Disney égisze alatt született, mégis a franchise része. Ennél fogva számtalan filmben és sorozatban felbukkant, amelynek valamilyen formában köze van a Disney-hercegnőkhöz.
- Szerepelt az Egyszer volt, hol nem volt című sorozat ötödik évadjában, mint visszatérő szereplő.
- Vendégszereplő volt a Szófia hercegnő című sorozat egyik epizódjában, 2015-ben.
- Választható karakterként szerepel a Kingdom Hearts videójátékban.
- Szerepelt a 2018-as Ralph lezúzza a netet című Disney-filmben, a többi Disney-hercegnővel együtt. A hangját ismét Kelly MacDonald szolgáltatta. Továbbá a film erősen kiparodizálta a hercegnő skót akcentusát, és azt, hogy a "másik stúdióból" származik.